# Apalis nigriceps
Apalis nigriceps là một loài chim trong họ Cisticolidae.